# Esko Mömmö
Esko Mömmö (* 12. Juli 1930 in Rovaniemi) ist ein ehemaliger finnischer Skispringer.

## Werdegang
Sein internationales Debüt gab Mömmö bei der Vierschanzentournee 1953/54. Nachdem er das Springen in Oberstdorf ausließ, überraschte er auf der Großen Olympiaschanze in Garmisch-Partenkirchen mit dem dritten Platz und damit seiner ersten Podiumsplatzierung. Nach einem weiteren guten siebenten Platz in Innsbruck auf der Bergiselschanze ließ er das Springen in Bischofshofen erneut aus und kam so nur auf Rang 15. der Gesamtwertung. Bereits vor der Tournee hatte Mömmö bei den Lahti Ski Games 1953 den sechsten Rang erreicht und bei den Finnischen Meisterschaften im gleichen Jahr hinter Matti Pietikäinen die Silbermedaille gewonnen.
Bei der Nordischen Skiweltmeisterschaft 1954 in Falun erreichte er im Einzelspringen mit Sprüngen auf 73 und 75 Metern, wobei er im ersten Sprung stürzte, punktgleich mit dem Österreicher Albin Plank den 47. Platz.
1956 wurden seine Erfolge zusammen mit anderen Skispringern in der Kurzdokumentation Suomalainen mäenlasku verfilmt.

## Erfolge

### Vierschanzentournee-Platzierungen
| Saison  | Platz | Punkte |
| ------- | ----- | ------ |
| 1953/54 | 15.   | 428,5  |